# Neuherberg (Langenaltheim)
Neuherberg ist ein Gemeindeteil der Gemeinde Langenaltheim im Landkreis Weißenburg-Gunzenhausen (Mittelfranken, Bayern). Neuherberg liegt in der Gemarkung Rehlingen.

## Lage
Die Einöde liegt im Süden des Landkreises Weißenburg-Gunzenhausen im Naturpark Altmühltal, nordwestlich von Langenaltheim auf einer Wiese nördlich eines Waldrandes in der Weißenburger Alb, einem Höhenzug der Fränkischen Alb. In der Nähe entspringt der Zwerchgraben. Im Osten liegt der Ort Höfen, im Westen Rehlingen. Eine Straße verbindet den Ort mit den umgebenden Orten und der Staatsstraße 2217. Im Süden verläuft die Bundesstraße 2.

## Geschichte
Im Jahre 1846 waren in Neuherberg zwei Häuser, drei Familien und acht Seelen verzeichnet. 1871 lebten die acht Einwohner in drei Gebäuden. Sie besaßen insgesamt zwei Stück Rindvieh. Vor der Gemeindegebietsreform in Bayern in den 1970er Jahren war Neuherberg ein Gemeindeteil von Haag bei Treuchtlingen.

## Baudenkmäler
Das ehemalige Straßenwirtshaus und Wohnstallhaus mit der Adresse Neuherberg 1, Jurahäuser errichtet im 18. Jahrhundert, wurden vom Bayerischen Landesamt für Denkmalpflege unter der Nummer D-5-77-148-53 als Baudenkmal in die Bayerische Denkmalliste eingetragen.